# Fénylő ölednek édes örömében…
A Fénylő ölednek édes örömében... (alcíme: Innin és Dumuzi oratórium) egy 1989-ben bemutatott magyar szakrális oratórium, melynek zeneszerzője Szörényi Levente, szövegét Koltay Gábor írta. A mű a megfejtett agyagtáblákon lévő sumér-akkád költemények, szerelmes versek felhasználásával készült. A költeményeket, verseket Rákos Sándor és Komoróczy Géza fordította. Az alkotás ősbemutatója Koltay Gábor rendezésében volt látható a Margitszigeti Szabadtéri Színpadon 1989. augusztus 17-én.

## Közreműködők

### Szereplők

#### Az 1989-es ősbemutató szereposztása
- Innin: Hamari Júlia
- Ereskigál: Kincses Veronika
- Dumuzi: Csengeri Attila[3]
- Ninsubur: Gáti István
- Enki: Begányi Ferenc

### Alkotók
- Zeneszerző: Szörényi Levente
- Szövegíró: Koltay Gábor
- Rendező: Koltay Gábor – Szörényi Szabolcs

- Zenei vezető:  Makláry László
- Karvezető:  Szalay Miklós
- Díszlet:  Csikós Attila
- Jelmez:  Kemenes Fanni

Közreműködik a Győri Ütőegyüttes és a Magyar Állami Operaház